# HD 64287
HD 64287，又名CD-42 3601，SAO 219069、HR 3074，是一颗恒星，视星等为6.32，位于銀經257.47，銀緯-8.26，其B1900.0坐标为赤經7h 48m 3.5s，赤緯-42° -8.26′ 20″。